# Polycera maculata
Polycera maculata Pruvot-Fol, 1951 è un mollusco nudibranchio della famiglia Polyceridae.